# Lwowska Medyczna Szkoła Kształcenia Podyplomowego
Lwowska Medyczna Szkoła Kształcenia Podyplomowego /ukr. Львівський медичний коледж післядипломної освіти/ – państwowa uczelnia medyczna założona we Lwowie w 1985. 

## Historia
W 1985 przy miejskim szpitalu klinicznym powstało studium, którego zadaniem było szkolenie i rozwój zawodowy młodszych specjalistów medycznych i farmaceutycznych. Sześć lat później decyzją rady okręgu lwowskiego na bazie funkcjonującej uczelni rozpoczęła działalność Lwowska Medyczna Szkoła Kształcenia Podyplomowego, równocześnie uruchomiono działający w systemie wieczorowym kierunek "Pielęgniarstwo", w 2003 rozpoczęto nauczanie na kierunku "Aptekarstwo". Jest to jedyna w obwodzie lwowskim uczelnia prowadząca zajęcia edukacyjne w zakresie podyplomowego nauczania młodszych specjalistów w dziedzinie medycyny i farmacji. Absolwenci otrzymują tytuł licencjata w określonej dziedzinie i możliwość zatrudnienia jako wykwalifikowania specjaliści w zawodzie.

## Działalność
Lwowska Medyczna Szkoła Kształcenia Podyplomowego posiada dwa wydziały działające w oparciu o przepisy wykonawcze Departamentu Edukacji Podyplomowej i Wieczorowej ukraińskiego Ministerstwa Edukacji, są to wydziały Medyczny i Farmaceutyczny. Kadrę stanowi 47 wykładowców pracujących w pełnym systemie godzinowym, są to specjaliści w dziedzinie nauk medycznych, psychologii, farmacji i innych.